# Govorovo (metropolitana di Mosca)
Govorovo, (in russo  Говорово) è una stazione della metropolitana di Mosca. Inaugurata il 30 agosto 2018 assieme ad altre 6 stazioni della linea 8, la stazione è collocata poco oltre l'MKAD lungo l'autostrada Borovskoye nel quartiere di Solncevo.